# 鈴鹿峠バイパス

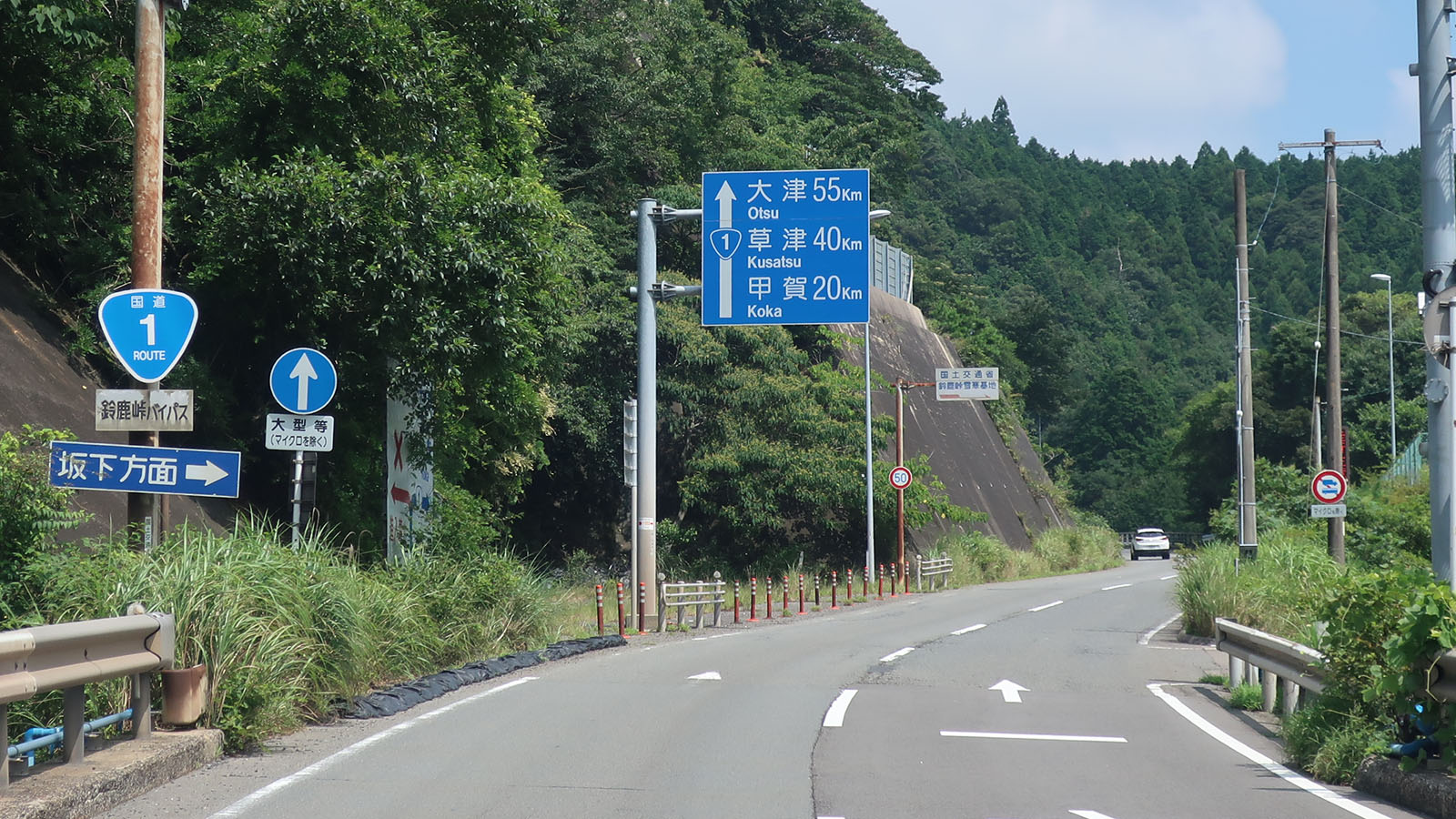
鈴鹿峠バイパス (鈴鹿峠)
三重県亀山市関町坂下

鈴鹿峠バイパス（すずかとうげバイパス）は、三重県亀山市から滋賀県甲賀市を結ぶ国道1号のバイパスである。1978年11月に開通。

## 概要
鈴鹿峠区間は旧道と別に新しくトンネルと道路を建設し、大津方面への一方通行路とした。旧道は四日市方面への一方通行路としてそのまま利用したため、途中数箇所に上下線連絡用の道路が設けられている。このように一部で上下線分離の片側2車線区間となっており、これに気付かなかったドライバーによって、逆走による交通事故が度々発生している。
鈴鹿峠バイパスの4.6kmは異常気象時通行規制区間で連続雨量180ミリで通行止めになる。

## 接続するバイパス
- 関バイパス

## 交通量
三重県側に急カーブ・急勾配があるものの、関西と中部を結ぶ重要な道路であるため、かつては自動車が頻繁に通行していた。しかし、新名神高速道路の開通後に交通量が大幅に減少し、4車線であるため、交通渋滞は少ない。
道路交通センサスによる、亀山市関町坂下の平日24時間自動車類交通量（台）
- 2005年度：13,694
- 2010年度：3,719